# Osiedle Franciszkańskie
Osiedle Franciszkańskie – osiedle mieszkaniowe w Katowicach, położone w zachodniej części miasta, na terenie dzielnicy Ligota-Panewniki, w rejonie ulic: Kijowskiej i Braci Mniejszych. Osiedle to powstawało etapami od kwietnia 2014 roku do czerwca 2022 roku i składa się z 1073 mieszkań. Inwestorem jest katowicka spółka TDJ Estate, zaś za projekt odpowiada Biuro Projektów KRYJAK oraz Architekci MR.

## Historia

### Budowa os. Franciszkańskiego
Osiedle Franciszkańskie powstało na terenach dawnej bazy firmy PEMUG. Sama zaś budowa osiedla, którą zaplanowano etapowo, rozpoczęła się w połowie kwietnia 2014 roku, a miesiąc później ruszyła sprzedaż mieszkań. Prace budowlane na tym etapie wykonywała firma RE-Bau. W ramach I etapu zaplanowano jeden, dwusegmentowy budynek z 95 mieszkaniami. Zaplanowano też przy nim podziemne garaże i zewnętrzne parkingi. W październiku 2014 roku prace przy I etapie sięgały piątego piętra, a na niższych kondygnacjach postawiono pierwsze ściany działowe. Do tego czasu sprzedano ponad 30% powierzchni mieszkalnej. Z uwagi na popularność wśród chętnych na nabyciu mieszkania na osiedlu, spółka TDJ Estate w marcu 2015 roku zadecydowała o zakupie działek przy ulicy Ostrawskiej pod kolejne etapy osiedla – pierwotnie inwestor planował budowę dziesięciu domów. Około 47% nowych lokatorów I etapu osiedla Franciszkańskiego stanowiły osoby pochodzące spoza Katowic, głównie z miast ościennych. 
W lipcu 2015 roku ruszyła budowa budynków w ramach II etapu osiedla Franciszkańskiego, realizowanego również przez krakowską firmę RE-Bau. Prace te rozpoczęto od rozpoczęcia wykopów pod płytę fundamentową i makroniwelację terenu przed budową dróg. W ramach II etapu zaplanowano dwusegmentowy budynek na 192 mieszkania. W tym, czasie w ramach I etapu trwały roboty wykończeniowe i następowały odbiory pierwszych mieszkań. Do lutego 2016 roku połowa mieszkań II etapu została sprzedana. Do tego czasu pierwszy budynek był już w stanie surowym otwartym – trwał montaż zadaszenia, a także prowadzono prace instalacyjne w środku obiektu. W drugim budynku prace sięgały wówczas trzeciego piętra. Jednocześnie trwała procedura uzyskania pozwolenia na budowę dla III etapu osiedla. Przy tym etapie powstał również plac zabaw. Prace przy II etapie ukończono w listopadzie 2016 roku.

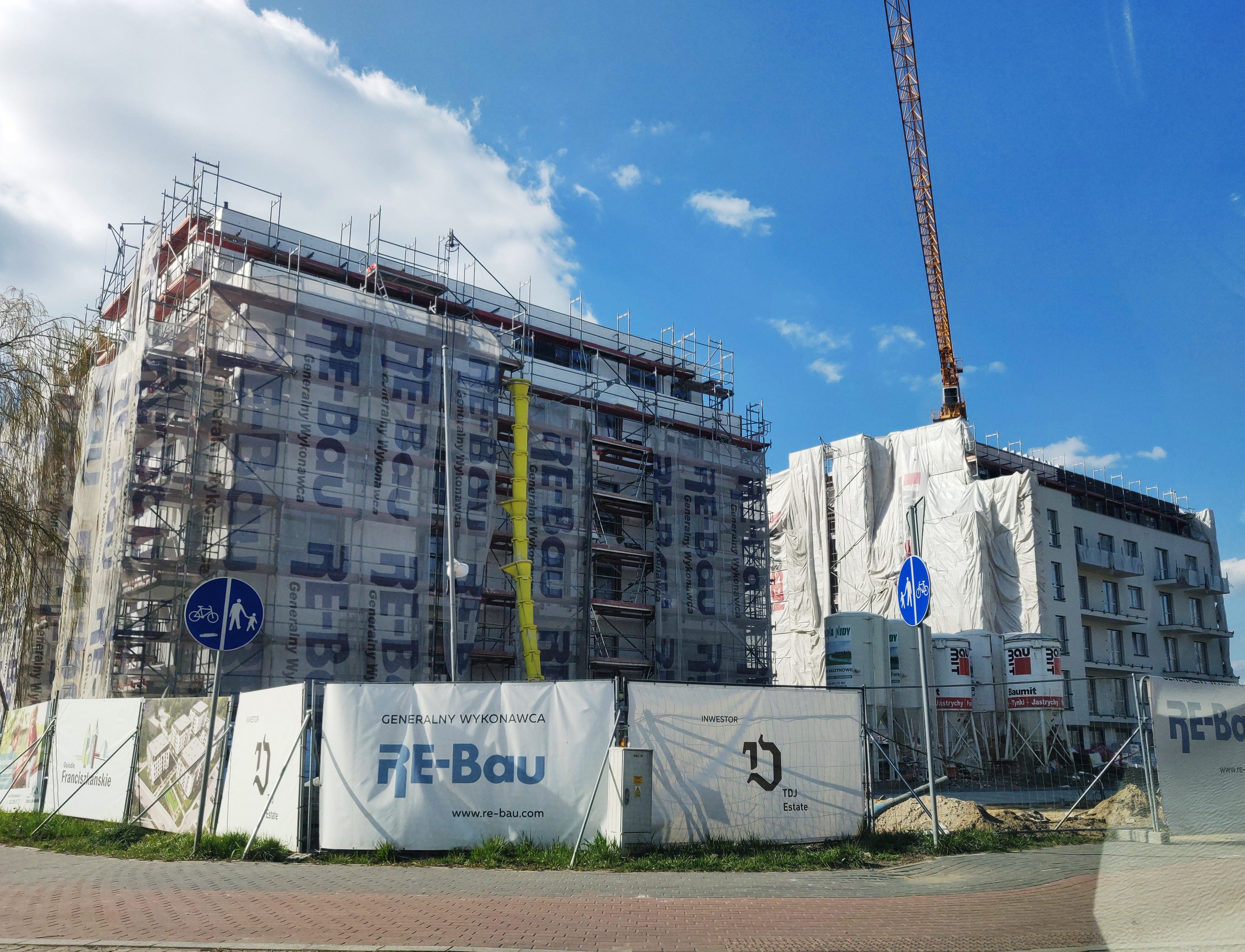
Fragment osiedla w trakcie realizacji w kwietniu 2020 roku

Do września 2016 roku sprzedano znaczną większość mieszkań w II etapie, a także trwały już prace przy III etapie. Tutaj zaplanowano sześć siedmiokondygnacyjnych budynków, w tym jedna na podziemny garaż samochodowy. Trzy z sześciu obiektów wówczas było już w budowie – prace te były na poziomie fundamentów. Realizację tego etapu zapoczątkowano w maju 2016 roku, a do listopada tego samego roku w trzech budynkach ukończono części podziemne, a także trwały prace zbrojeniowe, żelbetowe i murarskie. W kwietniu 2017 roku w pierwszych trzech budynkach montowano instalacje wewnętrzne, wykonywano prace przy izolacji ścian zewnętrznych, a także do tego czasu mieszkania w budynkach wyposażono w stolarkę okienną. Jednocześnie spółka TDJ Estate podpisała umowę z firmą Nextbike na przygotowanie stacji rowerów miejskich. Dnia 1 września 2017 roku ruszyła budowa IV etapu osiedla, składającego się na dwa budynki z 90-cioma mieszkaniami wzdłuż ulicy Książęcej. W tym samym roku przy osiedlu uruchomiono stację rowerów miejskich City by bike.

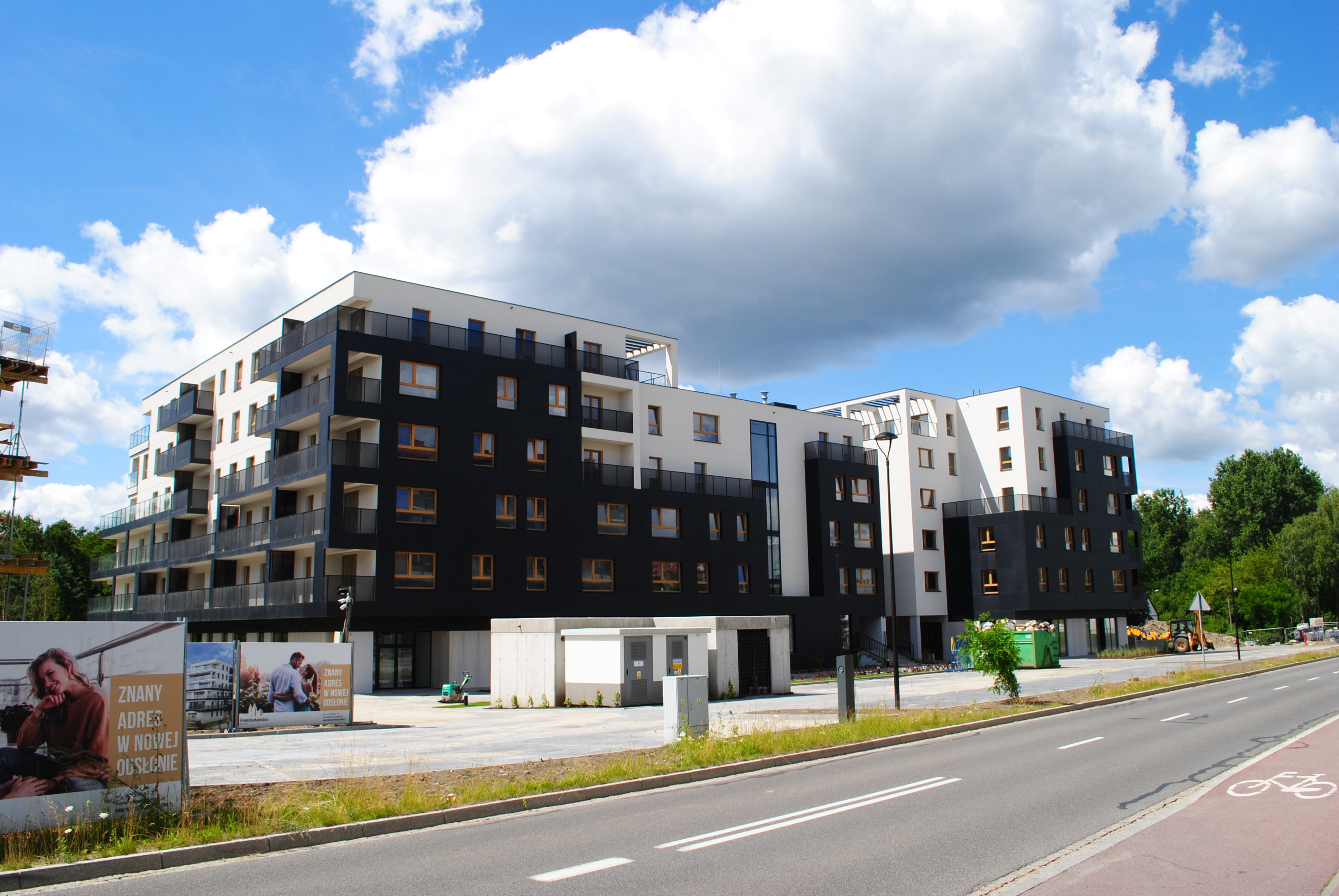
Budowa osiedla Franciszkańskie Południe (lipiec 2022 rok)

W listopadzie 2018 roku rozpoczęto realizację V etapu osiedla w rejonie ulic: Ostrawskiej i bp. T. Szurmana, w ramach którego zainaugurowano prace nad dziewięcioma budynkami mieszczącymi łącznie 401 mieszkań. Prace nad realizacją tego etapu przewidziano do III kwartału 2020 roku. W maju 2019 roku na osiedlu mieszkało około 550 rodzin, a do tego czasu pierwszy z budynków V etapu osiągnął stan surowy otwarty, a przy etapie IV trwały odbiory mieszkań przy pierwszym wybudowanym w ramach tego etapu budynku. Lokale usługowe zostały zajęte przez m.in. sklep spożywczy, przedszkole, salon optyczny, fryzjer i biuro rachunkowe. Pod koniec września 2020 roku w ramach osiedla Franciszkańskiego rozpoczęto budowę ostatniego etapu, na który się składa budynek przy ulicy Książęcej z 49 mieszkaniami i 6 lokalami usługowymi. Wykonawcą tego etapu była firma GRIMBUD. Na początku czerwca 2022 roku ostatni budynek osiedla Franciszkańskiego z 49 mieszkaniami otrzymał pozwolenie na użytkowanie. 

### Franciszkańskie Południe
We wrześniu 2020 roku TDJ Estate ruszył z nowym projektem deweloperskim, zrealizowanym bezpośrednio w sąsiedztwie osiedla Franciszkańskiego o nazwie Franciszkańskie Południe. Zaplanowano ją jako inwestycję o podwyższonym standardzie. Realizację pierwszego etapu, składającego się z siedmiokondygnacyjnego, trzysegmentowego budynku z 92 mieszkaniami i lokalami handlowo-usługowymi na parterze.
Na początku 2024 roku rozpoczęto budowę ostatniego, trzeciego etapu inwestycji Franciszkańskie Południe składającego się z dwóch dwupiętrowych budynków z 43 mieszkaniami.

## Charakterystyka

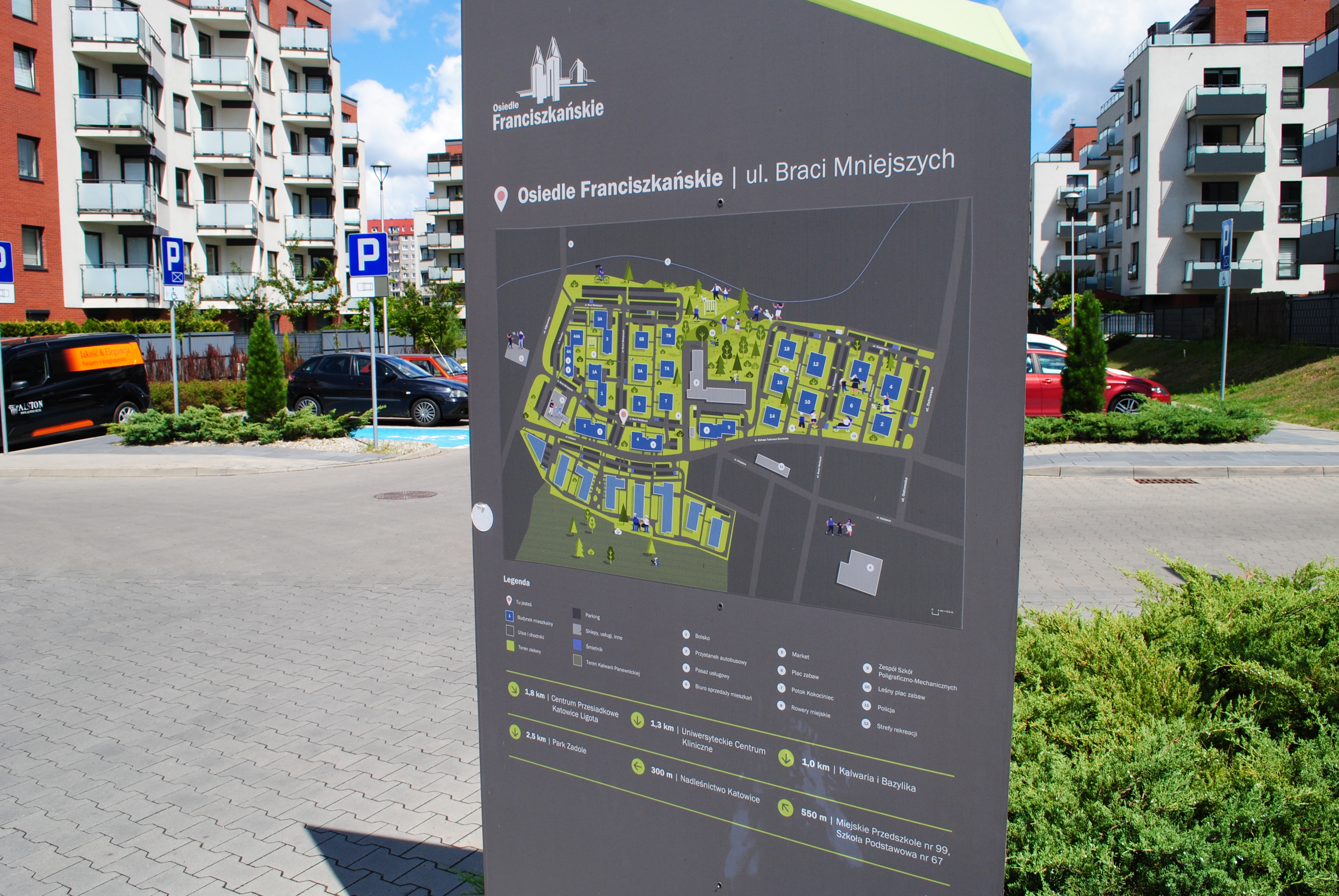
Tablica z mapą os. Franciszkańskiego

Osiedle Franciszkańskie położone jest w Katowicach w rejonie ulicy Kijowskiej i ulicy Braci Mniejszych, na terenie dzielnicy Ligota-Panewniki. Inwestorem jest katowicka spółka TDJ Estate, zaś za projekt początkowych etapów osiedla odpowiada Biuro Projektów KRYJAK. Kolejne etapy, zaprojektowało biuro Architekci MR. Składa się ono z lokali mieszkalnych o powierzchni od 27 do 90 m², z czego największe znajdują się na najwyższych piętrach. Mieszkania na osiedlu posiadają tarasy, balkony bądź przy parterowych mieszkaniach przydomowe ogródki. Partery budynków zostały zagospodarowane na lokale handlowo-usługowe. Mają one powierzchnię od około 50 do 300 m². Budynki na osiedlu wyposażone są w garaże podziemne, komórki lokatorskie i wózkownie. W elewacji budynków powstałych przy czterech pierwszych etapach osiedla zastosowano klinkier w kolorze ceglanym, zaś przy etapie V zastosowano szary klinkier.

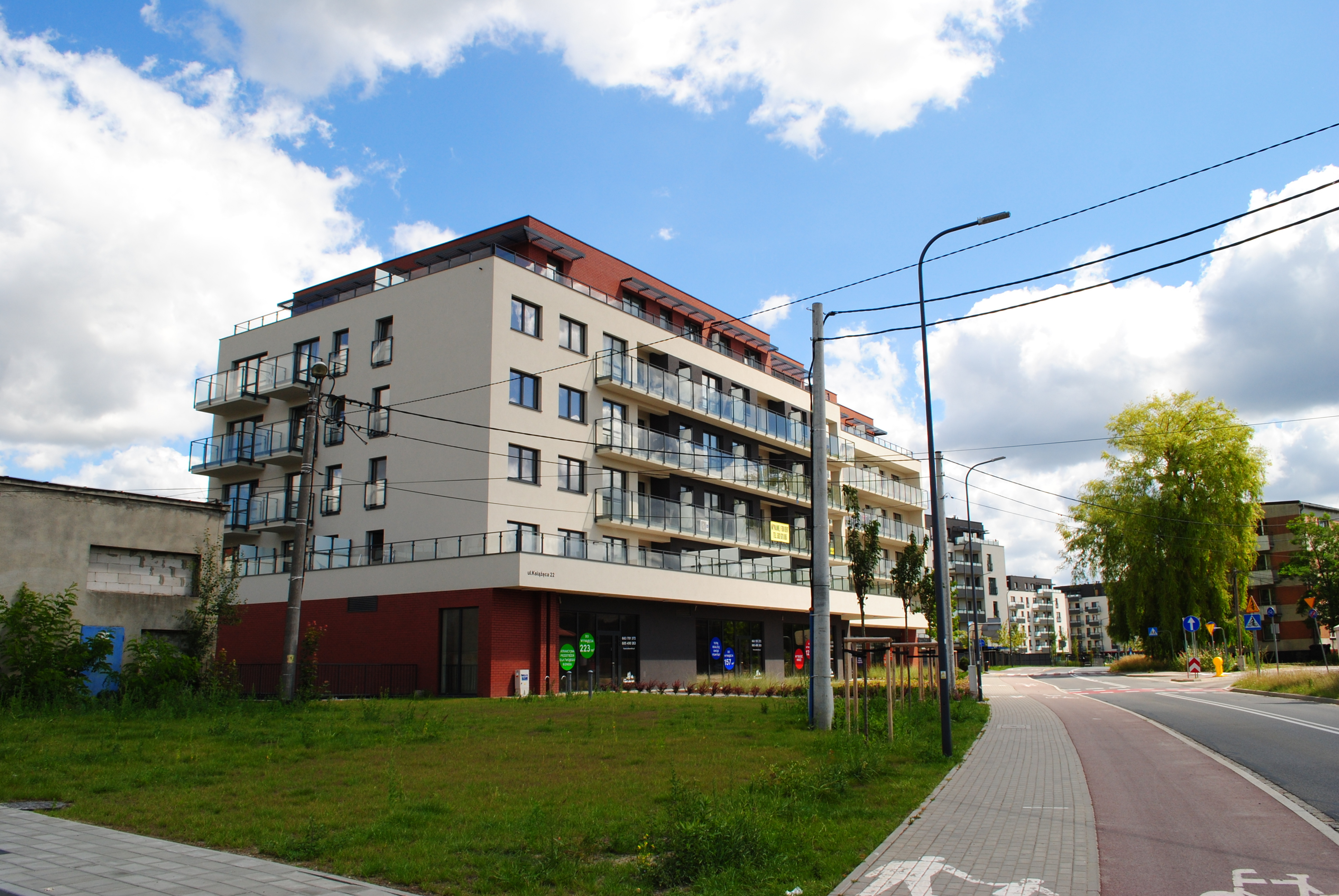
Fragment osiedla (ul. Książęca 22)

Osiedle zostało zrealizowane następującymi etapami:
- Etap I – jeden dwusegmentowy budynek z 95 mieszkaniami[3];
- Etap II – dwa budynki na 192 mieszkania[8];
- Etap III – sześć budynków siedmiokondygnacyjnych[10], mieszczącymi łącznie 246 lokali[9];
- Etap IV – dwa budynki siedmiokondygnacyjne z 90 mieszkaniami, na parterze 13 lokali usługowych[12];
- Etap V – dziewięć budynków z 401 mieszkaniami[14];
- Etap VI – siedmiokondygnacyjny budynek z 49 mieszkaniami i 6 lokalami usługowymi[15].

Na terenie osiedla znajduje się też ogólnodostępna, bezpłatna strefa parkingowa, a także przestrzenie publiczne, w tym plac zabaw. Powstał także minipark ze strefą rekreacyjną, zrealizowany do końca 2019 roku.
Na osiedlu funkcjonują placówki handlowo-usługowe różnego typu. Wśród nich są: przedszkole, apteka, kawiarnia, salon optyczny, gabinet dentystyczny, fryzjer i sklep spożywczy. Przy osiedlu funkcjonuje również dyskont sieci Biedronka. Ponadto w rejonie osiedla, przy ulicy Książęcej 27 funkcjonują warsztaty szkolne Zespołu Szkół Poligraficzno-Mechanicznych im. Armii Krajowej w Katowicach, a przy ulicy Książęcej 20 Komisariat III Policji w Katowicach.
Dojazd do osiedla zapewniają autobusy miejskiego transportu zbiorowego, kursującego na zlecenie ZTM-u. W pobliżu osiedla, przy ulicy Kijowskiej zlokalizowany jest przystanek Kokociniec Płochy [nż], zaś po drugiej stronie, osiedla, przy ulicy Ligockiej przystanek Ligota Ośrodek Zdrowia. Zapewniają one połączenie osiedla z innymi częściami Katowic, jak również z niektórymi ościennymi miastami Górnośląsko-Zagłębiowskiej Metropolii.
Wierni rzymskokatoliccy z osiedla Franciszkańskiego przynależą do panewnickiej parafii św. Ludwika Króla i Wniebowzięcia Najświętszej Maryi Panny.